# Campyloctys
Campyloctys is een geslacht van vlinders van de familie tandvlinders (Notodontidae).

## Soorten
- C. gladstonei Janse, 1920
- C. titus Köhler, 1924